# Regionalratsmitglieder in Namibia
Diese Aufstellung der Regionalratsmitglieder in Namibia umfasst alle aktuellen (Stand Januar 2024) Mitglieder der 14 Regionalräte Namibias. Es wird bei den Regionalratswahl in Namibia alle fünf Jahre ein Abgeordneter pro Wahlkreis gewählt. Die Zahl der Vertreter innerhalb der Regionen ergibt sich somit aus der Anzahl der Wahlkreise pro Region. Zwei Regionalratsmitglieder pro Region werden in den Nationalrat, das Oberhaus des namibischen Parlaments in Windhoek, gewählt.
Scheidet ein gewählter Regionalvertreter (englisch Councillor) durch Tod, Rücktritt oder aus anderen Gründen aus, muss eine Nachwahl (englisch By-election) stattfinden.
Die letzten Regionalratswahlen fanden 2020, bei denen erstmals mehrere Regionen mehrheitlich nicht an die SWAPO gingen, statt. Die nächsten Wahlen sollen im November 2025 stattfinden.
Die Gouverneure einer jeden Region werden seit 2010 vom Staatspräsidenten ernannt und nicht mehr gewählt.
Nachwahlen finden am 2. Juli on Opuwo-Land sowie binnen 90 Tagen nach dem 26. Mai 2021 in Katima Mulilo-Stadt statt. Im August 2022 fanden Nachwahlen in Swakopmund statt.

## Regionalratsvertreter

### Erongo
- SWAPO: 3
- IPC: 3
- UDF: 1

| Wahlkreis        | Ratsmitglied                        | Partei | Partei | Amtszeit | Anmerkung            |
| ---------------- | ----------------------------------- | ------ | ------ | -------- | -------------------- |
| Arandis          | Benitha Imbamba                     |        | SWAPO  | 2020–    |                      |
| Daures           | Joram !HaosebKlicklaut              |        | UDF    | 2020–    | Nationalratsmitglied |
| Karibib          | Melania Ndjago                      |        | SWAPO  | 2020–    | Nationalratsmitglied |
| Omaruru          | Ernest Wetha                        |        | SWAPO  | 2015–    |                      |
| Swakopmund       | Louisa Kativa (Ciske Smith-Howard*) |        | IPC    | 2022–    |                      |
| Walvis Bay-Land  | Florian Donatus                     |        | IPC    | 2020–    |                      |
| Walvis Bay-Stadt | Deriou Benson                       |        | IPC    | 2020–    | Nationalratsmitglied |

* Wurde am 20. Oktober 2021 vorläufig suspendiert und im Februar 2022 aus der IPC ausgeschlossen. Neuwahlen im August 2022 entschieden über ein neues Ratsmitglied.

### Hardap
- LPM: 7
- SWAPO: 1

| Wahlkreis             | Ratsmitglied       | Partei | Partei | Amtszeit | Anmerkung            |
| --------------------- | ------------------ | ------ | ------ | -------- | -------------------- |
| Aranos                | Henry Boois        |        | LPM    | 2004–    |                      |
| Daweb                 | Jesajas Motinga    |        | LPM    | 2020–    | Nationalratsmitglied |
| Gibeon                | Paul Isaak         |        | LPM    | 2020–    | Nationalratsmitglied |
| Mariental-Land        | Densia Swartbooi   |        | LPM    | 2021–    |                      |
| Mariental-Stadt       | Petrus Esterhuizen |        | LPM    | 2020–    |                      |
| Rehoboth-Land         | Gershon Dausab     |        | LPM    | 2020–    | Ratsvorsitzender     |
| Rehoboth-Stadt (Ost)  | Alfred Wambo       |        | SWAPO  | 2020–    |                      |
| Rehoboth-Stadt (West) | Harald Kambrude    |        | LPM    | 2020–    | Nationalratsmitglied |

### Kavango-Ost
- SWAPO: 5
- Unabh.: 1

| Wahlkreis      | Ratsmitglied      | Partei | Partei     | Amtszeit | Anmerkung            |
| -------------- | ----------------- | ------ | ---------- | -------- | -------------------- |
| Mashare        | Fillipus Mavare   |        | SWAPO      | 2020–    | Nationalratsmitglied |
| Mukwe          | Damian Maghambayi |        | SWAPO      | 2020–    | Ratsvorsitzender     |
| Ndiyona        | Laurentius Mukoya |        | SWAPO      | 2020–    |                      |
| Ndonga Linena1 | Michael Kampota   |        | SWAPO      | 2020–    |                      |
| Rundu-Land     | Paulus Mbangu     |        | unabhängig | 2020–    | Nationalratsmitglied |
| Rundu-Stadt    | Victoria Kauma    |        | SWAPO      | 2020–    | Nationalratsmitglied |

1 Am 13. September 2021 entschied ein Gericht, dass die Stimmen der Wahl neu ausgezählt werden müssen. Geklagt hatte die APP. Am 23. September wurde der SWAPO-Kandidat erneut als Sieger verkündet.

### Kavango-West
- SWAPO: 7

| Wahlkreis  | Ratsmitglied      | Partei | Partei | Amtszeit | Anmerkung            |
| ---------- | ----------------- | ------ | ------ | -------- | -------------------- |
| Kapako     | Johannes Karondo  |        | SWAPO  | 2020–    | Nationalratsmitglied |
| Mankumpi   | Lukas Muha        |        | SWAPO  | 2020–    | Nationalratsmitglied |
| Mpungu     | Titus Shiudifonya |        | SWAPO  | 2020–    |                      |
| Musese     | Kosmas Katura     |        | SWAPO  | 2020–    | Nationalratsmitglied |
| Ncamagoro  | Rengi Kavau       |        | SWAPO  | 2022–    |                      |
| Ncuncuni   | Leopoldine Nseu   |        | SWAPO  | 2020–    |                      |
| Nkurenkuru | Tenga Ndara       |        | SWAPO  | 2020–    |                      |
| Tondoro    | Joseph Sivatu     |        | SWAPO  | 2020–    | Ratsvorsitzender     |

### ǁKharas
Ein Nationalratsmitglied ist mit Stand Juni 2023 ausstehend.
- LPM: 4
- SWAPO: 3

| Wahlkreis          | Ratsmitglied       | Partei | Partei | Amtszeit | Anmerkung                  |
| ------------------ | ------------------ | ------ | ------ | -------- | -------------------------- |
| Berseba            | Jeremia Goeieman   |        | LPM    | 2020–    | Nationalratsmitglied       |
| Karasburg-Ost      | Angeline Beukes    |        | LPM    | 2020–    | Nationalratsmitglied       |
| Karasburg-West     | Taimi Kanyemba     |        | SWAPO  | 2020–    | im Januar 2024 suspendiert |
| Keetmanshoop-Land  | Willem Labuschagne |        | LPM    | 2023–    | Nationalratsmitglied       |
| Keetmanshoop-Stadt | Joseph Isaacks     |        | LPM    | 2020–    | Ratsvorsitzender           |
| ǃNamiǂNûs          | Susan Hambelela    |        | SWAPO  | 2020–    | im Januar 2024 suspendiert |
| Oranjemund         | Angula Lasarus     |        | SWAPO  | 2020–    | im Januar 2024 suspendiert |

### Khomas
- SWAPO: 7
- IPC: 1
- PDM: 1
- LPM: 1

| Wahlkreis           | Ratsmitglied       | Partei | Partei | Amtszeit | Anmerkung            |
| ------------------- | ------------------ | ------ | ------ | -------- | -------------------- |
| John Alfons Pandeni | John Moonde        |        | SWAPO  | 2020–    | Ratsvorsitzender     |
| Katutura-Zentral    | Vezemba Katjaimo   |        | PDM    | 2020–    |                      |
| Katutura-Ost        | Richard Gaoseb     |        | SWAPO  | 2020–    | Nationalratsmitglied |
| Khomasdal           | Samuel Angolo      |        | SWAPO  | 2020–    |                      |
| Moses ǁGaroëb       | Aili Venonya       |        | SWAPO  | 2020–    |                      |
| Samora Machel       | Nestor Kalola      |        | SWAPO  | 2020–    |                      |
| Tobias Hainyeko     | Christopher Likuwa |        | SWAPO  | 2020–    | Nationalratsmitglied |
| Windhoek-Land       | Piet Adams         |        | LPM    | 2020–    |                      |
| Windhoek-Ost        | Brian Black        |        | IPC    | 2020–    |                      |
| Windhoek-West       | Emma Muteka        |        | SWAPO  | 2020–    | Nationalratsmitglied |

### Kunene
- UDF: 3
- PDM: 3
- SWAPO: 1

| Wahlkreis   | Ratsmitglied          | Partei | Partei | Amtszeit | Anmerkung                                 |
| ----------- | --------------------- | ------ | ------ | -------- | ----------------------------------------- |
| Epupa       | Daniel Kuuko          |        | PDM    | 2020–    | Nationalratsmitglied                      |
| Kamanjab    | Nico Somaeb           |        | UDF    | 2020–    |                                           |
| Khorixas    | Sebastiaan ǃGobs      |        | UDF    | 2020–    | Nationalratsmitglied                      |
| Opuwo-Stadt | Ueutjerevi Ngunaihe   |        | PDM    | 2020–    | Nationalratsmitglied                      |
| Opuwo-Land  | Melchizedek Muharukua |        | PDM    | 2021–    | am 2. Juli 2021 in einer Nachwahl gewählt |
| Outjo       | Johannes Antsino      |        | SWAPO  | 2020–    |                                           |
| Sesfontein  | Hendrik Gaobaeb       |        | UDF    | 2020–    | Ratsvorsitzender                          |

### Ohangwena
- SWAPO: 12

| Wahlkreis    | Ratsmitglied       | Partei | Partei | Amtszeit | Anmerkung            |
| ------------ | ------------------ | ------ | ------ | -------- | -------------------- |
| Eenhana      | Olivia Hanghuwo    |        | SWAPO  | 2020–    | Nationalratsmitglied |
| Endola       | Ferdinand Shifidi  |        | SWAPO  | 2020–    |                      |
| Engela       | Elkan Hainghumbi   |        | SWAPO  | 2020–    | Nationalratsmitglied |
| Epembe       | Matheus Nanghama   |        | SWAPO  | 2020–    |                      |
| Ohangwena    | Johannes Hakanyome |        | SWAPO  | 2020–    |                      |
| Okongo       | Efraim Labeus      |        | SWAPO  | 2020–    |                      |
| Omundaungilo | Festus Ikanda      |        | SWAPO  | 2020–    |                      |
| Omulonga     | Erickson Ndawanifa |        | SWAPO  | 2020–    | Ratsvorsitzender     |
| Ondobe       | Hilaria Ndjuluwa   |        | SWAPO  | 2020–    |                      |
| Ongenga      | Matheus Shikongo   |        | SWAPO  | 2020–    |                      |
| Oshikango    | Ester Nghidimbwa   |        | SWAPO  | 2020–    |                      |
| Oshikunde    | Lonia Kaishungu    |        | SWAPO  | 2020–    | Nationalratsmitglied |

### Omaheke
- SWAPO: 5
- NUDO: 2

| Wahlkreis  | Ratsmitglied       | Partei | Partei | Amtszeit | Anmerkung            |
| ---------- | ------------------ | ------ | ------ | -------- | -------------------- |
| Aminuis    | Peter Kazongominja |        | NUDO   | 2020–    | Nationalratsmitglied |
| Epukiro    | Piniel Pakarae     |        | SWAPO  | 2020–    |                      |
| Gobabis    | Augustinus Tebele  |        | SWAPO  | 2020–    | Nationalratsmitglied |
| Kalahari   | Ignatius Kariseb   |        | SWAPO  | 2010–    | Ratsvorsitzender     |
| Okorukambe | Rocco Nguvauva     |        | SWAPO  | 2020–    | Nationalratsmitglied |
| Otjinene   | Erwin Katjizeu     |        | NUDO   | 2020–    |                      |
| Otjombinde | Wenzel Kavaka      |        | SWAPO  | 2020–    |                      |

### Omusati
- SWAPO: 12

| Wahlkreis  | Ratsmitglied              | Partei | Partei | Amtszeit | Anmerkung            |
| ---------- | ------------------------- | ------ | ------ | -------- | -------------------- |
| Anamulenge | Tykvis Angala             |        | SWAPO  | 2020–    |                      |
| Elim       | Gerhard Shiimi            |        | SWAPO  | 2020–    | Nationalratsmitglied |
| Etayi      | Hans Haikali              |        | SWAPO  | 2020–    |                      |
| Ogongo     | Daniel Lilende            |        | SWAPO  | 2020–    |                      |
| Okahao     | Leonard Shikulo           |        | SWAPO  | 2020–    | Nationalratsmitglied |
| Okalongo   | Laurentius Makana Iipinge |        | SWAPO  | 2020–    | Nationalratsmitglied |
| Onesi      | Festus Petrus             |        | SWAPO  | 2020–    |                      |
| Oshikuku   | Matheus Gabriel           |        | SWAPO  | 2020–    |                      |
| Outapi     | Immanuel Shikongo         |        | SWAPO  | 2020–    |                      |
| Otamanzi   | Johannes Iiyambo          |        | SWAPO  | 2020–    |                      |
| Ruacana    | Andreas Shintama          |        | SWAPO  | 2020–    | Ratsvorsitzender     |
| Tsandi     | Junias Amunkete           |        | SWAPO  | 2020–    |                      |

### Oshana
- SWAPO: 11

| Wahlkreis      | Ratsmitglied         | Partei | Partei | Amtszeit | Anmerkung            |
| -------------- | -------------------- | ------ | ------ | -------- | -------------------- |
| Okaku          | Fillipus Taukondjele |        | SWAPO  | 2023–    |                      |
| Okatana        | Edmund Lishuwa       |        | SWAPO  | 2020–    |                      |
| Okatyali       | Joseph Mupetami      |        | SWAPO  | 2020–    |                      |
| Ompundja       | Adolf Hitler Uunona  |        | SWAPO  | 2020–    |                      |
| Ondangwa-Land  | Alfeus Abraham       |        | SWAPO  | 2020–    | Nationalratsmitglied |
| Ondangwa-Stadt | Leonard Negonga      |        | SWAPO  | 2020–    |                      |
| Ongwediva      | Andreas Uutoni       |        | SWAPO  | 2020–    | Nationalratsmitglied |
| Oshakati-Ost   | Abner Shikongo       |        | SWAPO  | 2020–    | Nationalratsmitglied |
| Oshakati-West  | Aram Martin          |        | SWAPO  | 2020–    |                      |
| Uukwiyu        | Andreas Amudjindi    |        | SWAPO  | 2020–    |                      |
| Uuvudhiya      | Shivute Shoopa       |        | SWAPO  | 2020–    |                      |

### Oshikoto
- SWAPO: 11

| Wahlkreis          | Ratsmitglied        | Partei | Partei | Amtszeit | Anmerkung               |
| ------------------ | ------------------- | ------ | ------ | -------- | ----------------------- |
| Eengodi            | Protasius Neshuku   |        | SWAPO  | 2020–    |                         |
| Guinas             | Elias Marthinu †    |        | SWAPO  | 2020–    |                         |
| Nehale IyaMpingana | Josef Shilongo      |        | SWAPO  | 2020–    |                         |
| Okankolo           | Hans Nambondi       |        | SWAPO  | 2020–    | Nationalratsmitglied    |
| Olukonda           | Phillemon Ndjambula |        | SWAPO  | 2020–    | (im Mai 2023 abberufen) |
| Omuntele           | Sackeus Nangula     |        | SWAPO  | 2020–    | (im Mai 2023 abberufen) |
| Omuthiyagwiipundi  | Samuel Shivute      |        | SWAPO  | 2020–    | Ratsvorsitzender        |
| Onayena            | Matheus Kamati      |        | SWAPO  | 2020–    |                         |
| Oniipa             | Vilho Nuunyango     |        | SWAPO  | 2020–    |                         |
| Onyaanya           | Petrus Kambala      |        | SWAPO  | 2020–    |                         |
| Tsumeb             | Gottlieb Ndjendjela |        | SWAPO  | 2020–    |                         |

### Otjozondjupa
- SWAPO: 5
- NUDO: 2

| Wahlkreis    | Ratsmitglied       | Partei | Partei | Amtszeit | Anmerkung            |
| ------------ | ------------------ | ------ | ------ | -------- | -------------------- |
| Grootfontein | Fernando Filipe    |        | SWAPO  | 2020–    | Nationalratsmitglied |
| Okahandja    | Bethuel Tjaveondja |        | SWAPO  | 2020–    | Nationalratsmitglied |
| Okakarara    | Abdal Mutjavikua   |        | NUDO   | 2020–    |                      |
| Omatako      | Israel Hukura      |        | NUDO   | 2020–    |                      |
| Otavi        | George Garab       |        | SWAPO  | 2020–    | Nationalratsmitglied |
| Otjiwarongo  | Marlyn Mbakera     |        | SWAPO  | 2020–    | Ratsvorsitzende      |
| Tsumkwe      | Johannes Hausiku   |        | SWAPO  | 2020–    |                      |

### Sambesi
- SWAPO: 4
- Unabh.: 3
- IPC: 1

| Wahlkreis           | Ratsmitglied     | Partei | Partei     | Amtszeit | Anmerkung                                 |
| ------------------- | ---------------- | ------ | ---------- | -------- | ----------------------------------------- |
| Judea Lyaboloma     | Gwelu Divai      |        | unabhängig | 2020–    |                                           |
| Kabbe-Nord          | Bernard Sisamu   |        | SWAPO      | 2020–    |                                           |
| Kabbe-Süd           | John Likando     |        | SWAPO      | 2020–    | Nationalratsmitglied                      |
| Katima Mulilo-Land  | Wardens Simushi  |        | SWAPO      | 2020–    | Ratsvorsitzender                          |
| Katima Mulilo-Stadt | Kennedy Simasiku |        | SWAPO      | 2021–    |                                           |
| Kongola             | Bennety Busihu   |        | unabhängig | 2020–    | Nationalratsmitglied (seit November 2021) |
| Linyanti            | Ivene Kabunga    |        | unabhängig | 2020–    |                                           |
| Sibbinda            | Micky Lukaezi    |        | IPC        | 2020–    | Nationalratsmitglied                      |